# Hermann Jacobi
Pour les articles homonymes, voir Jacobi.
Hermann Georg Jacobi (11 février 1850–19 octobre 1937) est un éminent indianiste allemand qui s'est intéressé au jaïnisme et aux sciences indiennes.

## Formation
Jacobi est né à Cologne le 11 février 1850. Il a étudié au gymnasium de Cologne, puis à l'université de Berlin, où il a d'abord étudié les mathématiques, puis plus tard, probablement sous l'influence d'Albrecht Weber, s'est intéressé au sanskrit et à la linguistique comparative, qu'il a étudiés sous la direction de Weber et Johann Gildemeister (en). Il a obtenu son doctorat à l'université de Bonn. Sa thèse, écrite en 1872, porte sur l'origine du mot « hora (en) » en astrologie indienne.
Jacobi a passé une année à Londres, en 1872-1873 ; il y a examiné les manuscrits indiens qui s'y trouvaient. L'année suivante, il s'est rendu avec Georg Bühler au Rajasthan, où des manuscrits avaient été collectés. À la bibliothèque de Jaisalmer, il a découvert des manuscrits jaïns, auxquels il s'est intéressé tout le reste de sa vie. Il en a plus tard publié et traduit une grande partie, en allemand et en anglais, notamment pour l'ouvrage de Max Müller Sacred Books of the East.

## Carrière universitaire
En 1875 il a été nommé docent de sanskrit à Bonn ; de 1876 à 1885 il a été professeur extraordinaire de sanskrit et de philologie comparative à l'université de Münster, en Westphalie ; en 1885 il a été fait professeur ordinaire de sanskrit à l'université de Kiel et en 1889 professeur de sanskrit à l'université de Bonn,, poste qu'il a occupé jusqu'à sa retraite en 1922. Il est ensuite resté actif, écrivant et enseignant jusqu'à sa mort en 1937.

## Œuvre
Outre le jaïnisme, Jacobi s'est intéressé aux mathématiques indiennes, à l'astrologie indienne et aux sciences naturelles indiennes. Il a utilisé les informations astronomiques présentes dans les Vedas pour essayer d'en déterminer la date de composition. Comme Alexander Cunningham avant lui, il a essayé de comprendre, à partir des preuves trouvées dans les inscriptions, le système ayant permis d'élaborer une heure locale exacte.
Les études astronomiques de Jacobi ont aujourd'hui repris de l'importance dans le contexte de la théorie de la sortie des Indes (en), parce que ses calculs l'avaient conduit à croire que les hymnes du  Rigveda remontaient à 4500 av. J.-C. Cela en fait le seul indianiste occidental connu dont les recherches vont dans le sens des défenseurs de cette théorie, qui situent les Vedas bien avant la première moitié du deuxième millénaire avant notre ère. Selon la plupart des indianistes, la migration indo-aryenne a eu lieu à cette époque et les Vedas n'ont été composés qu'ensuite. Quand Jacobi a publié son point de vue dans un article sur les origines de la culture védique dans le Journal of the Royal Asiatic Society (en) en 1908, il a donc provoqué une controverse majeure dans ce domaine.
À la fin de sa vie, Jacobi s'est aussi intéressé à la poésie, aux épopées et à la philosophie indienne, particulièrement à l'école Nyâya-Vaisheshika.

## Récompenses
Jacobi a notamment été honoré d'un titre de docteur à l'université de Calcutta, où il s'est rendu à l'hiver 1913-1914 pour donner des cours sur la poésie. La communauté jaïne lui a conféré le titre de « Jain Darshan Divakar » — soleil de la doctrine jaïne.

## Publications (sélection)
- Zwei Jainastotras (1876)
- Ausgewählte Erzählungen in Maharashtri (i.e. Selected tales of the Maharashtri, 1886)
- The Computation of Hindu Dates in the Inscriptions (1892)
- Das Ramayana, Geschichte und Inhalt nebst Concordanz nach den gedruckten Rezensionen (1893)
- Compositum und Nebensatz, Studien über die indogermanische Sprachentwicklung (1897)
- On the Antiquity of Vedic Culture (1908)
- Schriften zur indischen Poetik und Ästhetik (i.e. Writings on Indian poetics and aesthetics, 1910)
- Die Entwicklung der Gottesidee bei den Indern und deren Beweise für das Dasein Gottes (i.e. The development of the Indians' idea of God and their proofs for God's existence, 1923)
- Über das ursprüngliche Yogasystem (i.e. About the original system of Yoga, 1929 / 1930)